# Rhytidoponera eremita
Rhytidoponera eremita é uma espécie de formiga do gênero Rhytidoponera.